# در راه خطر
در راه خطر (به انگلیسی: In Harm's Way) فیلم درام جنگی به کارگردانی اوتو پرمینجر و با شرکت جان وین و کرک داگلاس در سال ۱۹۶۵ است.

## خلاصه داستان
پس از بمباران بندر پرل‌هاربر، تعداد از کشتی‌های آمریکائی توانستند از مهلکه جان سالم به در ببرند؛ از جمله کشتی ناخدا راکول (جان وین) و دستیارش، پل ادینگتن (کرک داگلاس).

## بازیگران
- جان وین: ناخدا راکول
- کرک داگلاس: پل ادینگتن
- پاتریشیا نیل: مگی
- تام تراین
- پائولا پرنتیس
- استنلی هالووی
- بورگس مریدیت
- جیل هاوورت: آنالی
- دانا اندروز
- فرانچوت تون
- پاتریک اونیل
- کارول اوکانر
- جرج کندی
- بروس کابوت
- باربارا بوشه
- هنری فاندا
- استوارت ماس